# Ziggy Stardust and the Spiders from Mars
Pour les articles homonymes, voir Ziggy Stardust (homonymie).
Pour plus de détails, voir Fiche technique et Distribution.
Ziggy Stardust and the Spiders from Mars est un film de concert réalisé par D. A. Pennebaker et sorti en 1973. Il s'agit d'une captation du concert de David Bowie et The Spiders from Mars au Hammersmith Odeon le 3 juillet 1973. Il s'agit du concert au cours duquel il abandonne le personnage de Ziggy Stardust.

## Fiche technique
- Titre : Ziggy Stardust and the Spiders from Mars
- Réalisation : D. A. Pennebaker
- Photographie : Mike Davis, Jim Desmond, Nick Doob, Randy Franken et D. A. Pennebaker
- Montage : Lorry Whitehead
- Société de production : Mainman, Bewlay Bros., Miramax, Pennebaker Hegedus Films et RZO Music
- Pays :  Royaume-Uni
- Genre : Film de concert
- Durée : 90 minutes
- Dates de sortie : 
  -  Royaume-Uni : 31 août 1979 (Festival international du film d'Édimbourg), 23 décembre 1983

## Titres
1. 9e symphonie de Beethoven"  arrangée et conduite par Wendy Carlos du film Orange mécanique
2. Hang On to Yourself (Bowie) de l'album The Rise and Fall of Ziggy Stardust and the Spiders from Mars
3. Ziggy Stardust (Bowie) de l'album The Rise and Fall of Ziggy Stardust and the Spiders from Mars
4. Watch That Man (Bowie) de l'album Aladdin Sane
5. Wild Eyed Boy from Freecloud (Bowie) de l'album Space Oddity
6. All the Young Dudes (Bowie) du groupe Mott the Hoople
7. Oh! You Pretty Things (Bowie) de l'album Hunky Dory
8. Moonage Daydream (Bowie) de l'album The Rise and Fall of Ziggy Stardust and the Spiders from Mars
9. Changes (Bowie) de l'album Hunky Dory
10. Space Oddity (Bowie) de l'album Space Oddity
11. My Death (Jacques Brel, Mort Shuman) de l'album de Brel La Valse à mille temps et La Mort traduit en anglais par Mort Shuman et Eric Blau
12. Cracked Actor (Bowie) de l'album Aladdin Sane
13. Time (Bowie) de l'album Aladdin Sane
14. The Width of a Circle (Bowie) de l'album The Man Who Sold the World
15. Présentation du groupe
16. Let's Spend the Night Together (Mick Jagger, Keith Richards) de l'album Aladdin Sane originally performed by The Rolling Stones
17. Suffragette City (Bowie) de l'album The Rise and Fall of Ziggy Stardust and the Spiders from Mars
18. White Light/White Heat (Lou Reed) de l'album de The Velvet Underground White Light/White Heat
19. Discours d'au-revoir
20. Rock 'n' Roll Suicide (Bowie) de l'album The Rise and Fall of Ziggy Stardust and the Spiders from Mars
21. Pomp and Circumstance de Edward Elgar.

## Musiciens
- David Bowie Ziggy Stardust (chant, guitare, mouth harp)
- Mick Ronson (chant, guitare)
- Trevor Bolder (basse)
- Mick « Woody » Woodmansey (percussions et batterie)
- Angela Bowie
- Ringo Starr
- Ken Fordham (saxophone et flûte)
- Brian Wilshaw (saxophone et flûte)
- Geoffrey MacCormack (chœurs, percussions)
- John Hutchinson (guitare)
- Mike Garson (piano, orgue, Mellotron)